# Квінт Плавцій
Квінт Плавцій (? — після 36) — політичний і державний діяч ранньої Римської імперії, консул 36 року.

## Життєпис
Походив з роду нобілів Плавціїв. Син Авла Плавція, консула-суффекта 1 року до н. е., та Вітелії. Про молоді роки мало відомостей. Вслід за батьком та братом став сенатором. Був прихильником імператора Тиберія. У 36 році обрано консулом, разом із Секстом Папінієм Алленієм. Подальша доля невідома.

## Родина
- Плавцій Латеран[en]